# Hoài Nhân
Hoài Nhân (chữ Hán giản thể: 怀仁市, âm Hán Việt: Hoài Nhân thị) là một thành phố cấp huyện thuộc địa cấp thị Sóc Châu, Sóc Châu, tỉnh Sơn Tây, Cộng hòa Nhân dân Trung Hoa. Thành phố Hoài Nhân có dân số 430.000 người, diện tích 1234 km² (cuối năm 2017). Thành phố Hoài Nhân được chia ra thành 3 nhai đạo, 3 trấn và 5 hương. Trước đây là huyện Hoài Nhân và từ tháng 2 năm 2018 chuyển thành thành phố, trụ sở chính quyền đóng tại nhai đạo Vân Trung, trước đó là trấn Vân Trung.
- Nhai đạo: Vân Tây, Vân Trung, Vân Đông.
- Trấn: Ngô Gia Diêu, Kim Sa Than, Mao Tạo.
- Hương: Hà Gia Bảo, Tân Gia Viên, Thân Hòa, Hải Bắc Đầu, Hà Đầu.

Ngày 21 tháng 4 năm 2021, theo quyết định số 4 của Chính quyền tỉnh Sơn Tây:
- Giải thể trấn Vân Trung.
- Thành lập nhai đạo Vân Tây trên cơ sở tách 5 khu phố, 6 thôn của trấn Vân Trung và 2 thôn của hương Hà Gia Bảo.
- Thành lập nhai đạo Vân Trung trên cơ sở tách 10 khu phố và 4 thôn của trấn Vân Trung.
- Thành lập nhai đạo Vân Đông trên cơ sở tách thôn Quản Trang của trấn Vân Trung, khu phố Vườn Đồng Nhân và 4 thôn của hương Hải Bắc Đầu.
- Sáp nhập 7 thôn còn lại của trấn Vân Trung vào hương Hà Gia Bảo.
- Sáp nhập hương Mã Tân Trang vào hương Hải Bắc Đầu.[1]